# Lluís III de Borbó-Condé
Lluís III de Borbó-Condé (en francès Louis de Bourbon, prince de Condé) va néixer a París el 18 d'octubre de 1668 i va morir a Versalles el 4 de maig de 1710.
Era fill del príncep Enric III de Borbó-Condé (1643-1709) i de la princesa palatina Anna Enriqueta de Baviera (1648-1723). Va ostentar els títols de duc de Borbó, duc de Montmorency (1668-1689), duc d'Enghien (1689-1709), príncep de Condé, comte de Sancerre (1709-1710), comte de Charolais (1709) i senyor de Chantilly.

## Matrimoni i fills
El 24 de maig de 1685 es va casar amb Lluïsa Francesca de Borbó (1673-1743) senyora de Nantes, filla legitimada del rei Lluís XIV de França (1638-1715) i de Francesca Atenea de Rochechouart de Mortemart (1641-1707) marquesa de Montespan. Ells van tenir nou fills:
- Maria Anna (1690-1760), abadessa de Saint-Antoine-des-Champs
- Lluís Enric (1692-1740)
- Lluïsa Elisabet (1693-1775), casada amb Lluís Armand de Borbon (1695-1727)
- Lluïsa Anna (1695-1758)
- Maria Anna (1697-1741}
- Carles (1700-1760), comte de Charolais.
- Enriqueta (1703-1772), abadessa de Beaumont-lès-Tours.
- Elisabet (1705-1765)
- Lluís (1709-1771), comte de Clermont-en-Argonne.